# A banda
 A banda (in brasiliano: La banda) è una canzone composta ed interpretata da Chico Buarque e fu incisa per la prima volta come brano di apertura nel suo album del 1966 Chico Buarque de Hollanda. Il brano vinse il Festival de Música Popular Brasileira del 1966.

## La versione originale
Il brano tratta della disperazione e della solitudine della gente (con un riferimento implicito alla dittatura in Brasile); il passaggio della banda dà un temporaneo sollievo e riaccende la speranza.

## Versioni in altre lingue
Il brano è stato tradotto in numerose lingue fra cui: in italiano, francese, tedesco, inglese,  croato, russo.

### La versione in italiano
Nel 1967 Mina incise una versione in italiano con testo di Antonio Amurri nel 45 giri La banda/Se c'è una cosa che mi fa impazzire. Il brano in italiano fu ripreso ed inciso lo stesso anno da Astrud Gilberto, che ne realizzò anche una versione in inglese. Il testo italiano è solo in parte fedele all'originale.
Nel 1969 lo stesso Chico la incise nel suo album Chico Buarque na Itália. Nel 1970 Mina incise anche la versione in portoghese nell'album Mina canta o Brasil. Nel 1995 Francesca Schiavo esegue il brano nell'album Mina contro Battisti - Le canzoni della nostra vita (RTI Music, 0214-2).

### La versione in francese
Nel 1968 Dalida incise una versione in francese, con il testo di Daniel Faure, nel 45 giri La Banda/Je Reviens Te Chercher.

### La versione in tedesco
Sempre nel 1968 la incise anche France Gall in tedesco con il titolo A banda e sottotitolo: Zwei Apfelsinen im Haar con testo di Fred Weyrich e Fred Conta.

## Brano omonimo
L'omonima canzone di Bruno Lauzi contenuta nell'album Lauzi al cabaret del 1965 non ha invece nulla a che vedere con questo brano.